# وليام دوغان
وليام دوغان (بالإنجليزية: William Duggan) (4 ديسمبر 1925 – 2014) هو ملاكم آيرلندي راحل، مثّل بلاده في الألعاب الأولمبية الصيفية 1952.

## روابط خارجية
وليام دوغان على موقع أوليمبيديا (الإنجليزية)